# Anjoma Ramartina
Anjoma Ramartina è una città e comune del Madagascar situata nel distretto di Betafo, regione di Vakinankaratra. 
La popolazione del comune rilevata nel censimento 2001 era pari a 14 685 unità.